# Loras College

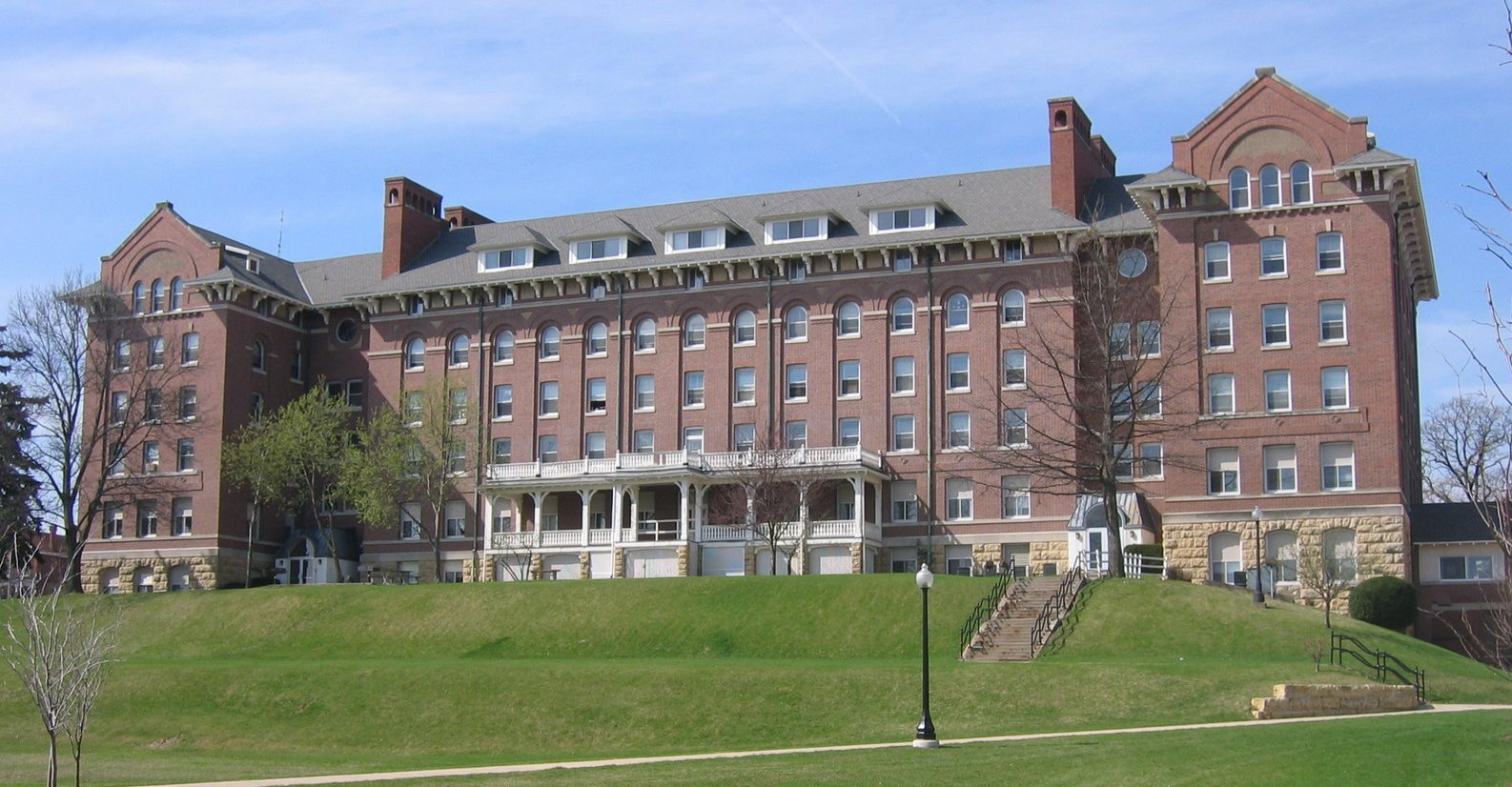
Le Keane Hall du collège universitaire Loras, construit par le Français Emmanuel Masqueray.

Le Loras College est un collège universitaire catholique situé à Dubuque (Iowa) aux États-Unis. Il compte environ 1 600 étudiant et c'est l'institution d'enseignement supérieur la plus ancienne de l'Iowa. Elle offre des programmes de licence et post-licence (undergraduate et graduate). Son cursus dure quatre ans. Trois autres collèges universitaires catholiques se trouvent dans l'archidiocèse de Dubuque et cinq autres dans l'Iowa. Sa devise est Pro Deo et Patria.

## Histoire
Le Loras College, a été fondé en 1839  par Mgr Mathias Loras, premier évêque de Dubuque et né en France. Il fonde le séminaire Saint Raphael's (du nom de la cathédrale) afin d'instruire des jeunes gens en vue de la prêtrise et donner une éducation supérieure aux jeunes gens de la région. Mgr Loras devient ensuite président du collège. Il a connu plusieurs noms: Saint Raphael's Seminary, puis Saint Raphael's Academy (1839–1850), Mount St. Bernard's College and Seminary (1850–1873), St. Joseph's College (1873–1914), Dubuque College (1914–1920), et Columbia College (1920–1939). Son nom actuel a été adopté en 1939 pour le centenaire de l'institution. Cette même année la société catholique Delta Epsilon Sigma y est fondée par le P. Fitzgerald. Le collège confère dès l'origine le Bachelor of Arts et le Bachelor of Science.
En 1963, lorsque l'Université catholique d'Amérique décide de ne plus assurer d'études post-licence sur le campus du Loras College, le Loras College a lancé lui-même son programme d'études supérieures post-licence (Master of Arts).
Le collège est devenu mixte (jeunes gens et jeunes femmes) à l'automne 1971. En 1973,  des diplômes d'Associate of Arts et d'Associate of Science ont été introduits. Le département de Community Education  a été lancé en 1975.
Le collège est accrédité par la North Central Association of Colleges and Schools. Le cursus de formation des enseignants (licence et post-licence) est accrédité par le Department of Education de l'Iowa. Le programme de licence est accrédité aussi par le National Council for Accreditation of Teacher Education. L'American Chemical Society a approuvé également le programme de licence en chimie. Le Council of Social Work Education  a accrédité aussi le travail social effectué au niveau licence (baccalaureate).